# 아카루히메
아카루히메(阿加流比売神, あかるひめのかみ)는 일본 신화에 등장하는 태양을 나타내는 붉은 마노 구슬의 화신으로 되는 여신이다. "고사기"에서는 신라 왕의 아들인 천지일모(아메노히보코)의 아내이다.
"고사기"의 중권의 오진 천황 편의 아카루히매 신의 출생의 이야기에 따르면, 여자가 햇빛을 받고 알을 낳고, 거기에서 인간이 태어난다는 난생 신화의 일종이며, 유사한 설화가 동아시아에 많이 전해지고 있다. 예를 들어 부여족 고구려의 시조 동명 성왕 (주몽)과 사로국의 시조 혁거세와 왜국에서 건너간 계림의 왕족 석탈해의 전승과 가야 제국 중의 하나인 금관국(혹은 가락국)의 시조 수로왕의 출생 이야기 등이 그러하다.

## 가계
- 배우자: 아메노히보코(고사기)
  - 아들: 일성이사금[6]
    - 증손: 청언(淸彦, 但馬淸彦)[7]